# فوقس متفرع
فوقس متفرع (الاسم العلمي: Fucus racemosus) هو نوع من الطلائعيات يتبع جنس الفوقس من الفصيلة الفوقسية.